# Pepparspindling
Pepparspindling (Cortinarius galeobdolon) är en svampart som beskrevs av Melot 1995. Cortinarius galeobdolon ingår i släktet Cortinarius och familjen spindlingar.   Inga underarter finns listade i Catalogue of Life.
I den svenska databasen Dyntaxa används istället namnet Cortinarius causticus för samma taxon.  Arten är reproducerande i Sverige.